# Sex Pistols
Sex Pistols es una banda de punk formada en Londres en 1975, considerada por algunas fuentes la responsable de haber iniciado el movimiento punk en el Reino Unido y de inspirar a muchos músicos de punk rock, heavy metal y el rock contemporáneo en general. Su primera etapa apenas duró dos años y medio y en ella produjo únicamente cuatro sencillos y un álbum de estudio: Never Mind the Bollocks, Here's the Sex Pistols (1977).
Los miembros de Sex Pistols eran originalmente el vocalista Johnny Rotten, el guitarrista Steve Jones, el batería Paul Cook y el bajista Glen Matlock —este último reemplazado por Sid Vicious a principios de 1977—. Con el empresario Malcolm McLaren como mánager, la banda protagonizó diversos escándalos que la convirtieron en centro de atención de la opinión pública británica, esto gracias a sus letras con fuertes contenidos satíricos. Sus conciertos frecuentemente se topaban con dificultades con los organizadores y las autoridades, y sus apariciones públicas a menudo acababan en caos. Su sencillo «God Save the Queen» (1977), que atacaba el conformismo social de los ingleses y el respeto a la corona, precipitó la «última y mayor ola de pandemonio moral basada en el anti-pop».
En enero de 1978, al final de una turbulenta gira por Estados Unidos, Rotten dejó la banda y anunció su disolución. En los meses siguientes, los tres miembros restantes de la banda grabaron una serie de canciones para la película sobre la versión de McLaren de la historia de la banda, The Great Rock 'n' Roll Swindle. Vicious murió de una sobredosis de heroína en febrero de 1979. En 1996, Rotten, Jones, Cook y Matlock se reunieron para el Filthy Lucre Tour; desde 2002, se han vuelto a reunir para giras y conciertos en varias ocasiones. El 24 de febrero de 2006, Sex Pistols fueron incluidos en el Salón de la Fama del Rock and Roll, aunque se negaron a asistir a la ceremonia, llamando al museo «una mancha de pis». Durante la década siguiente, siguieron otras actuaciones puntuales y giras cortas. En 2024, Jones, Cook, Matlock y el vocalista invitado Frank Carter reformaron los Sex Pistols para ofrecer una serie de conciertos ese mismo año, con nuevas fechas programadas para 2025.

## Historia

### El inicio
El germen de los Sex Pistols fue The Strand, una banda londinense formada por los adolescentes de clase obrera Steve Jones como vocalista, Paul Cook como batería y Wally Nightingale como guitarrista. Según contaría más adelante Jones, tanto Cook como él tocaban juntos con instrumentos robados. Por las primeras formaciones de The Strand –a veces conocidos como The Swankers– también pasaron Jim Mackin como teclista y Stephen Hayes, y después, por poco tiempo, Del Noones, como bajistas. Los miembros de la banda pasaban mucho tiempo en dos tiendas de ropa de King's Road, en el barrio de Chelsea, Londres: una era Acme Attractions, perteneciente a John Krivine, y donde trabajaba Don Letts, y la otra Too Fast to Live, Too Young to Die, de Malcolm McLaren y Vivienne Westwood. La tienda de McLaren y Westwood había abierto sus puertas en 1971 con el nombre de Let It Rock, con el revival Teddy Boy de los años 1950 como tema. En 1972 había sido renombrada Let It Rock para focalizarse en otra moda resurgente, el look de rocker (chaquetas de cuero, motocicletas...) asociado a Marlon Brando. John Lydon luego diría: «Malcolm y Vivienne eran en realidad un par de farsantes: vendían cualquier cosa de cualquier moda a la que se pudiesen agarrar». La tienda se convertiría en un foco de la escena punk rock, juntando a futuros participantes de la escena como Sid Vicious, Marco Pirroni, Gene October, y Mark Stewart, entre muchos otros. A Jordan, la dependiente de la tienda, que vestía de un modo salvaje, se le atribuye el mérito de «haber forjado prácticamente por su cuenta la imagen punk».

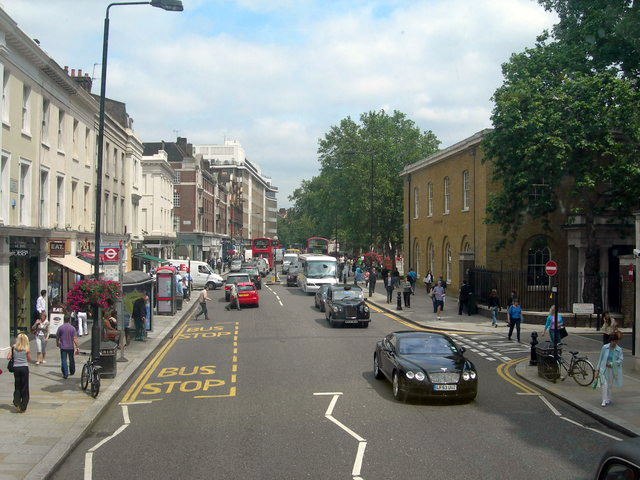
Kings Road (Chelsea, Londres)

A principios de 1974, Jones convenció a McLaren para que ayudara a The Strand. Convirtiéndose en efecto en el mánager de la banda, McLaren pagó para conseguir su primer local formal de ensayo. Glen Matlock, un estudiante de arte que trabajaba ocasionalmente en Too Fast to Live, Too Young to Die, fue fichado como bajista de la banda. En noviembre, McLaren se marchó temporalmente a Nueva York. Antes de su marcha, McLaren y Westwood habían concebido una nueva identidad para su tienda: renombrada a SEX, cambió su enfoque de alta costura retro hacia una «anti-moda» basada en el S&M, publicitándose como «especialistas en vestimenta de plástico, de glamour y ropa para el escenario».
Después de ejercer brevemente de mánager y promotor de New York Dolls, McLaren volvió a Londres en mayo de 1975. Inspirado por la escena punk que comenzaba a aflorar en Lower Manhattan –en particular con el estilo y actitud radical de Richard Hell, en ese momento miembro de Television– McLaren comenzó a tomar más interés en The Strand. La banda había estado ensayando de forma continuada, supervisada por el amigo de McLaren, Bernard Rhodes, además de haber tocado ya por primera vez en público. Poco después de la vuelta de McLaren, Nightingale fue echado de la banda y Jones tomó el relevo como guitarrista. McLaren, Rhodes y la banda comenzaron a buscar un nuevo miembro que asumiera el papel de cantante principal. Entre los que se presentaron se encontraba Midge Ure, que estaba comprometido con su propia banda, Slik. Matlock lo describió así: «Todo el mundo tenía el pelo largo en aquella época, hasta el lechero, así que lo que hacíamos era que si veíamos a alguien con el pelo corto le parábamos en mitad de la calle y le preguntábamos si le apetecía ser cantante».

### La llegada de Johnny Rotten
En agosto de 1975, Rhodes se fijó en John Lydon, un joven de diecinueve años habitual de Kings Road, que llevaba una camiseta de Pink Floyd sobre la cual había escrito a mano las palabras I hate («odio a Pink Floyd») y perforada donde estaban los ojos de los miembros de la banda. Los relatos, en este punto, varían un poco: el mismo día, o poco después, o Rhodes o bien McLaren a instancias de Rhodes pidieron a Lydon que se acercara por la tarde a un pub cercano para conocer a Jones y Cook. Según Jones, 

Vino con el pelo verde. Pensé que tenía una cara realmente interesante. Me gustó su aspecto. Llevaba puesta su camiseta 'I Hate Pink Floyd', sujeta con imperdibles. John tenía algo especial, pero cuando comenzó a hablar resultó ser un auténtico gilipollas, pero listo.

 Cuando cerró el pub, el grupo se desplazó a Sex, donde convencieron a Lydon, que no había pensado mucho en lo de ser cantante, para que improvisara en la gramola de la tienda «I'm Eighteen» de Alice Cooper. Aunque la interpretación hizo reír a los miembros de la banda, McLaren les convenció para que comenzaran a ensayar con Lydon.
Lydon después describió el contexto social en que se formó la banda:

La Inglaterra de principios de los años 1970 era algo muy deprimente. Estaba completamente venida a menos, había basura en las calles, desempleo total..., prácticamente todo el mundo en huelga. Criaban a todo el mundo en un sistema de educación que te dejaba bien claro que si venías del sitio equivocado..., pues no tenías la más puñetera esperanza y ninguna posibilidad laboral en absoluto. De todo esto salieron el pretencioso moi y Sex Pistols y luego un montón de pajeros copiones después de nosotros.

Nick Kent —un periodista de New Musical Express (NME)— ocasionalmente tocaba con la banda, pero abandonó tras el fichaje de Lydon. Lydon después explicaría: «cuando llegué, le eché un vistazo y dije: "No, eso ha de acabar". Desde entonces nunca ha escrito una buena palabra sobre mí». En septiembre, McLaren nuevamente prestó ayuda para alquilar un local de ensayo para la banda, que había estado practicando en pubs. Cook, que tenía un trabajo a tiempo completo que no quería dejar, estaba planteándose abandonar. Según la posterior descripción de Matlock, Cook «creó una cortina de humo», diciendo que Jones no tenía la suficiente destreza para ser el guitarrista principal de la banda. Pusieron un anuncio en la revista Melody Maker para encontrar un «chico prodigio guitarrista. No mayor de veinte. Con imagen no peor que Johnny Thunders» (en referencia a un destacado miembro de la escena punk de Nueva York). La mayoría de los que se presentaron a la audición eran obviamente incompetentes, pero, para McLaren, el proceso creó una nueva sensación de solidaridad entre los cuatro miembros de la banda. Reclutaron al único guitarrista con talento que probaron, Steve New. De todas maneras, Jones estaba mejorando con rapidez y en el sonido que la banda estaba desarrollando no tenía cabida el estilo técnico al que New era adepto. Abandonó después de un mes con la banda.
Jones rebautizó a Lydon como «Johnny Rotten» («Juanito Podrido», o el «Asqueroso»), aparentemente por su mala higiene bucal. La banda también adquirió un nuevo nombre: después de considerar opciones como Le Bomb, Subterraneans, The Damned, Beyond, Teenage Novel, Kid Gladlove, Crème De La Crème, y QT Jones and His Sex Pistols, se quedaron finalmente con el de Sex Pistols. McLaren después explicó que el nombre venía de «la idea de una pistola, una pin-up, algo joven, un asesino más atractivo». Poco dado a la modestia, sea falso o no, McLaren añadió: «Yo lancé la idea como una banda de chavales que podían ser percibidos como chicos malos». La banda comenzó a componer material original: Rotten era el letrista y Matlock el principal compositor, aunque los créditos oficiales eran compartidos por los cuatro.
El primer concierto del nuevo cuarteto lo organizó Matlock, que estaba estudiando en la escuela de arte Saint Martins College. La banda tocó en la escuela el 6 de noviembre de 1975, como teloneros de una banda de pub rock llamada Bazooka Joe. Los Sex Pistols interpretaron varias versiones, incluyendo «Substitute» de The Who, «Whatcha Gonna Do About It» de Small Faces y el éxito de The Monkees «(I'm Not Your) Steppin' Stone»; según algunos presentes, musicalmente no fue nada excepcional aparte de que tocaban sumamente fuerte. Alguien —según Cook y Matlock, un miembro de Bazooka Joe— desenchufó los amplificadores durante la ruidosa actuación de Sex Pistols, impidiendo que pudiesen terminar e interpretar las pocas canciones propias que habían escrito hasta la fecha. A continuación, desde el escenario, Rotten se puso a insultar a Bazooka Joe, lo que provocó que el guitarrista de esta banda, Danny Kleinman, subiese al escenario y se enfrentase físicamente con el vocalista de Sex Pistols. Otro miembro de Bazooka Joe, Stuart Goddard, quedó tan impresionado por la actuación de Sex Pistols que, al día siguiente, decidió abandonar a Bazooka Joe para formar una nueva banda, cosa que haría en cuestión de poco tiempo bajo el mote «punk» de Adam Ant.

### Conseguir un público
Al concierto de Saint Martins le siguieron otras actuaciones en universidades y colegios de arte de Londres. El núcleo de los seguidores de Sex Pistols –incluyendo a Siouxsie Sioux, Steven Severin y Billy Idol, que después formarían sus propias bandas– llegó a ser conocido como Bromley Contingent («el contingente de Bromley»), pues varios de ellos eran de ese suburbio londinense. Su modo de vestir vanguardista, que provenía en gran medida de la tienda Sex, prendió la mecha de una moda que fue adoptada por los nuevos seguidores de la banda. McLaren y Westwood veían el incipiente movimiento punk de Londres como un vehículo para algo más que mera alta costura. Ambos estaban cautivados por el alzamiento radical de París de mayo de 1968, en particular por la ideología y agitaciones de los situacionistas, además del pensamiento anarquista de Buenaventura Durruti y otros. Compartían estos intereses con Jamie Reid, un viejo amigo de McLaren relacionado con los situacionistas, que comenzó a producir material gráfico y publicitario para Sex Pistols en primavera de 1976. (Sin embargo, la tipografía de letras recortadas empleada para el logo clásico de Sex Pistols y muchos diseños posteriores de hecho fue introducida por la amiga de McLaren, Helen Wellington-Lloyd, también conocida como Helen of Troy.) Reid después diría: «Solíamos hablar mucho con John [Lydon] sobre los situacionistas (...). Sex Pistols parecía el vehículo perfecto para comunicar ideas directamente a la gente que no estaba recibiendo el mensaje de la política de izquierdas». McLaren también estaba arreglando las primeras sesiones fotográficas de la banda. Como describió el musicólogo Jon Savage, «con su pelo verde, su actitud encorvada y aspecto andrajoso, [Lydon] parecía una mezcla entre Uriah Heep y Richard Hell».
El primer concierto de Sex Pistols que atrajo una amplia atención lo dieron el 12 de febrero de 1976 en el Club Marquee, como teloneros de una banda de pub rock por entonces en alza que se llamaba Eddie and the Hot Rods. Según John Robb:

«Rotten estaba rebasando ahora realmente los límites en sus actuaciones, bajándose del escenario, sentándose con el público, lanzando a Jordan por el escenario y arrojando sillas, todo ello antes de destrozar parte del equipo de Eddie and the Hot Rods».

La primera reseña sobre la banda apareció en NME, acompañada de una breve entrevista en la que Steve Jones declaró: «de hecho no nos va la música. Lo nuestro es el caos» («actually we're not into music. We're into chaos»). Entre la gente que leyó el artículo estaban dos estudiantes de la Universidad Tecnológica de Bolton, Howard Devoto y Pete Shelley, que viajaron a Londres en busca de los Sex Pistols. Después de charlar con McLaren en Sex, consiguieron ver a la banda en un par de conciertos de finales de febrero. Los dos amigos comenzaron de inmediato a formar su propia banda al estilo de los Pistols, Buzzcocks. Devoto después dijo: «mi vida cambió en el momento que vi a Sex Pistols».
Poco después Sex Pistols comenzaron a tocar en otras salas importantes, debutando en el 100 Club de Oxford Street el 30 de marzo. El 3 de abril, tocaron por primera vez en el Nashville Rooms (uno de los «templos» del pub rock), teloneando a The 101ers. El líder de esta banda de pub rock, Joe Strummer, vio a los Pistols por primera vez esa noche: y reconoció en el punk rock el futuro. Una nueva actuación en el Nashville, el 23 de abril, demostró la creciente competencia musical de la banda, aunque, según todos los relatos, el concierto estaba falto de chispa. Vivienne Westwood ayudó a salvar la situación provocando una pelea con otro miembro del público; McLaren y Rotten no tardaron en meterse en la melé. Cook después diría: «Esa pelea en el Nashville: entonces es cuando toda la publicidad echó mano del asunto y comenzó a deslizarse la violencia... Creo que todo el mundo estaba a la que salta y nosotros hicimos de catalizador». Poco después, Sex Pistols vieron prohibido su acceso tanto a la sala Nashville como al Marquee.
El 23 de abril, por otra parte, se editó el álbum de debut de la banda punk rock líder de la escena de Nueva York, The Ramones. Aunque se considera un disco seminal en el crecimiento del punk rock tanto en Inglaterra como en todas partes, Lydon repetidamente ha rechazado cualquier sugerencia de que el álbum influyera a Sex Pistols: «[The Ramones] tenían todos el pelo largo y no tenían ningún interés para mí. No me gustaba su imagen, lo que defendían, ni nada que tuviese que ver con ellos»; «eran graciosos pero solo puedes llegar hasta aquí haciendo 'duh-dur-dur-duh'. Ya lo he oído. Siguiente. Moveos». El 11 de mayo, los Pistols comenzaron una «residencia» de cuatro semanas tocando los martes en el 100 Club. El resto del mes se consagró principalmente a actuar en pequeñas ciudades y pueblos del norte de Inglaterra y a grabar demos en Londres con el productor y músico Chris Spedding. El mes siguiente, realizaron su primer concierto en Mánchester, organizado por Devoto y Shelley. La actuación de The Sex Pistols el 4 de junio en el Lesser Free Trade Hall dio inicio a una explosión punk rock en la ciudad.
El 4 y el 6 de julio, respectivamente, debutaron dos grupos de punk rock londinenses recién formados, The Clash —con Strummer como vocalista principal y exmiembros de London SS— y The Damned, ambos como teloneros de Sex Pistols. En la noche del día 5, los Pistols (a pesar del desdén profesado después por Lydon) acudieron al concierto de Ramones en la sala Dingwalls, como lo hizo prácticamente toda la gente que estaba en el núcleo de la escena punk londinense. Durante un concierto de regreso a Mánchester, el 20 de julio, los Pistols estrenaron una nueva canción, «Anarchy in the U.K.», que reflejaba elementos de las ideologías radicales que se le estaban dando a conocer a Rotten. Según Jon Savage, «parece haber poca duda de que Vivienne Westwood y Jamie Reid estaban nutriendo a Lydon con materiales que después él convertía en su propia letra». «Anarchy in the U.K.» estaba entre los siete temas originales que se grabaron en otra sesión para una maqueta en julio, esta vez al cuidado del ingeniero de sonido de la banda, Dave Goodman. McLaren organizó un espectáculo de envergadura el 29 de agosto en el cine Screen on the Green, en el distrito londinense de Islington: los Buzzcocks y The Clash telonearon a los Sex Pistols en la «primera prueba de fuerza metropolitana» del punk.
Sex Pistols dieron su primer concierto fuera de Gran Bretaña el 3 de septiembre, en la inauguración de la discoteca Chalet du Lac en París. El Bromley Contingent les acompañó, y el brazalete con la esvástica que llevaba Siouxsie Sioux provocó revuelo. El día siguiente, los Pistols aparecieron por primera vez en televisión: El programa de Tony Wilson en la televisión local de Mánchester So It Goes pasó una filmación de la banda interpretando «Anarchy in the U.K.», presentada por Rotten con el grito «¡levántate de tu culo!» («Get off your arse!») El 13 de septiembre, los Pistols comenzaron una gira por Gran Bretaña. Una semana después, de nuevo en Londres, fueron cabeza de cartel en la noche de apertura del 100 Club Punk Festival. Organizado por McLaren, el acontecimiento fue «considerado el momento que fue el catalizador de los años por venir». Desmintiendo la impresión habitual de que las bandas punk no sabían tocar los instrumentos, las reseñas de la prensa musical contemporáneas, posteriores valoraciones críticas de las grabaciones del concierto y el testimonio de colegas músicos indican que los Pistols habían evolucionado hasta convertirse en una banda sólida y feroz en vivo. Mientras Rotten probaba estilos salvajes de vocalización, los músicos experimentaban con «la sobrecarga, el feedback y la distorsión... llevando su equipo hasta el límite».

### Polémicas con EMI y Grundy

Logo de EMI, la primera compañía discográfica que contrató a Sex Pistols.

El 8 de octubre de 1976, Sex Pistols firmaron un contrato de dos años con la discográfica multinacional EMI. Al poco tiempo, la banda entró al estudio para grabar una sesión completa con Dave Goodman. Como después describiría Matlock, «la idea era conseguir el espíritu de una actuación en directo. Nos presionaban para que lo hiciéramos rápido». Los alborotados resultados de estas sesiones de grabación se desecharon. Chris Thomas, quien había producido a Roxy Music e, irónicamente, había mezclado el álbum de Pink Floyd Dark Side of the Moon, fue llamado para la producción. El primer sencillo de la banda, «Anarchy in the U.K.», se publicó el 26 de noviembre de 1976. John Robb —que pronto fundaría The Membranes y más tarde sería periodista musical— describió en el año 2006 el impacto de la grabación: «Desde la descarga de apertura de acordes descendentes de Steve Jones hasta el fantástico sarcasmo vocal de Johnny Rotten, esta canción es una perfecta declaración..., una pieza de política punk asombrosamente potente..., un estilo de vida, un manifiesto que presagia una nueva era». Colin Newman, que recientemente había cofundado la banda Wire, lo oyó como «el clamor de una generación».
«Anarchy in the U.K.» no fue, de hecho, el primer sencillo de punk británico, habiéndosele adelantado «New Rose» de The Damned y «We Vibrate» de The Vibrators, una banda de pub rock formada a principios de 1976 que se había asociado con el punk, aunque, según Savage, «con sus pelos largos y su nombre ligeramente atrevido, The Vibrators eran algo pasajero a ojos de los creadores del buen gusto punk». A diferencia de esas canciones, cuyo contenido lírico se situaba confortablemente dentro de las tradiciones del rock and roll, «Anarchy in the U.K.» ligaba el punk con una nueva actitud politizada: la postura de los Pistols era indignada, eufórica y nihilista, todo a la vez. Los aullidos de Rotten de «soy un anticristo» y «¡destruye!» proponían el rock como un arma ideológica. El embalaje del sencillo y su promoción también rompieron moldes. A Reid y McLaren se les ocurrió vender el sencillo con una carátula completamente en negro, sin texto. La imagen principal asociada al sencillo fue el póster de la «bandera de la anarquía» de Reid: una Union Jack destrozada y parcialmente reconstruida con imperdibles, con los nombres de la canción y la banda sujetos con clips alrededor de un agujero en el centro. Esta y otras imágenes creadas por Reid para Sex Pistols se convirtieron rápidamente en iconos punk.
El comportamiento de Sex Pistols, tanto como su música, les trajo atención a nivel nacional. El 1 de diciembre de 1976, la banda y algunos miembros del Bromley Contingent provocaron un escándalo por soltar insultos en una emisión de tarde del programa televisivo Today de Thames Television. Aparecieron como reemplazo de última hora de sus compañeros en EMI, Queen, siendo provistos de bebidas mientras esperaban para aparecer. Durante la entrevista, al preguntarles Grundy sobre el anticipo de la compañía discográfica, Jones dijo: «coño, nos lo hemos gastado, ¿no?» («we've fuckin' spent it, ain't we»); Rotten usó la palabra «mierda», y el presentador Bill Grundy, reconocidamente borracho, flirteó de forma descarada con Siouxsie Sioux: «¿Quedaremos después, verdad?» Esto provocó el siguiente intercambio entre Jones y el presentador:

Jones: "You dirty sod. You dirty old man." (Sucio capullo. Viejo verde).
Grundy: "Well keep going, chief, keep going. Go on, you've got another five seconds. Say something outrageous." (Venga sigue, jefe, sigue. Vamos. Tienes otros cinco segundos. Di algo escandaloso).
Jones: "You dirty bastard." (Sucio bastardo).
Grundy: "Go on, again." (Venga, otra vez).
Jones: "You dirty fucker." (Sucio cabrón).
Grundy: "What a clever boy!" (¡Qué chico más listo!).
Jones: "What a fucking rotter!" (¡Qué puto rufián!).

Aunque el programa solo se emitía para la región de Londres, el furor resultante ocupó los tabloides periodísticos durante días. El Daily Mirror utilizó la famosa cabecera de «The Filth and the Fury!» («¡La suciedad y la furia!»); otros periódicos como Daily Express («Fury at Filthy TV Chat») y el Daily Telegraph («4-Letter Words Rock TV») siguieron por la misma línea. Thames Television despidió a Grundy, cuya carrera profesional terminó ahí, a pesar de ser luego readmitido.
Este episodio convirtió a la banda en un nombre familiar por todo el país y consiguió acercar el punk a las masas. The Sex Pistols comenzaron su «Anarchy Tour» por el Reino Unido, con The Clash y la banda de Johnny Thunders The Heartbreakers, venidos desde Nueva York, como teloneros. The Damned formaron parte brevemente de la gira, antes de que McLaren les echara. El seguimiento de la prensa fue intenso, y muchos de los conciertos fueron cancelados por los organizadores o las autoridades locales; de unos veinte conciertos previstos, solo se llevaron a cabo aproximadamente siete. Los empaquetadores de la fábrica de EMI se negaron a manipular el sencillo. El concejal de Londres Bernard Brook Partridge declaró:

«La mayoría de estas bandas mejorarían enormemente con la muerte súbita. La peor de las bandas de punk rock supongo que son ahora mismo The Sex Pistols. Son increíblemente nauseabundos. Son la antítesis de la humanidad. Me gustaría ver a alguien cavar un agujero muy, muy amplio y sumamente profundo y dejar caer a toda esa maldita gente dentro».

Después del final de la gira a finales de diciembre, se organizaron tres conciertos en Holanda para enero de 1977. La banda, resacosa, embarcó en un avión en el Aeropuerto de Heathrow el 4 de enero temprano; unas pocas horas después, el periódico Evening News de Londres informaba de que la banda «había escupido y vomitado durante todo el camino» hacia su vuelo. A pesar de la categórica negativa del representante de EMI que acompañaba a la banda, el sello, que estaba bajo presión política, rescindió el contrato de la banda.

### La llegada de Sid Vicious
Los conciertos celebrados en Holanda fueron los últimos de Sex Pistols con Matlock, que abandonó la banda en febrero de 1977. El 28 de febrero, McLaren mandó un telegrama a la revista NME confirmando esta partida. Afirmó que Matlock había «sido echado... porque hablaba demasiado de Paul McCartney... The Beatles era demasiado». En una entrevista unos meses después, Steve Jones se hizo eco de que Matlock había sido despedido porque «le gustaban The Beatles». Años después, Jones se explayó sobre el tema de Matlock: «Era un buen compositor pero no tenía el aspecto de un Sex Pistol y siempre se estaba lavando los pies. A su mamá no le gustaban nuestras canciones». Matlock le dijo a NME que había abandonado voluntariamente la banda de «mutuo acuerdo». Después, en su autobiografía, describiría que su ímpetu principal fue la creciente acritud de su relación con Rotten, exacerbada —según Matlock— por el creciente ego de Rotten «una vez que apareció su nombre en los periódicos». Después Lydon diría que «God Save the Queen», la canción beligerantemente sardónica planeada como segundo sencillo de la banda, había sido la gota que colmó el vaso: «[Matlock] no podía con ese tipo de letras. Dijo que con ella nos declarábamos fascistas». Aunque el cantante no veía cómo el antimonarquismo podía ser igualado con el fascismo, dijo, «solo para librarme de él, no lo negué». Jon Savage sugiere que Rotten empujó a Matlock fuera en un esfuerzo para demostrar su poder y autonomía frente a McLaren. Matlock formó casi de inmediato una nueva banda, The Rich Kids, con Midge Ure, Steve New y Rusty Egan.[cita requerida]

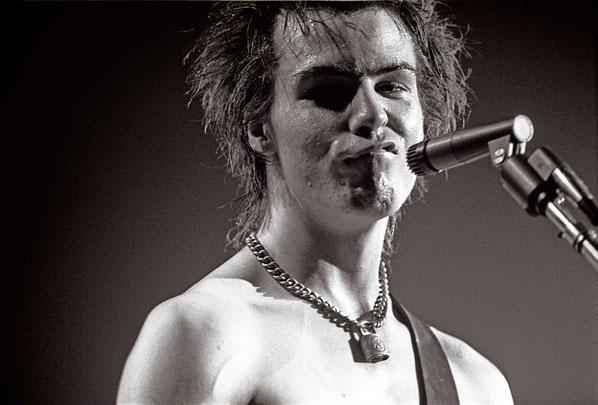
Sid Vicious en 1978.

Matlock fue reemplazado por Sid Vicious, amigo de Rotten y autoproclamado «el seguidor definitivo de Sex Pistols». Nacido como Simon John Ritchie, después conocido como John Beverley, Vicious había sido anteriormente miembro de dos bandas del círculo punk, Siouxsie And The Banshees (con quienes tocó la batería en el mencionado festival punk del 100 Club) y The Flowers of Romance (donde cantaba y tocaba instrumentos diversos). También se le acredita como el que introdujo el baile pogo en la escena punk, en el 100 Club. John Robb alega que fue en el primer concierto como residentes de Sex Pistols, el 11 de mayo de 1976; Matlock está convencido de que ocurrió durante la segunda noche del 100 Club Punk Festival en septiembre, mientras los Pistols estaban tocando en Gales. Según la descripción de Matlock, Rotten quería que Vicious se uniese a la banda porque «en vez de ser él contra Steve y Paul, pasarían a ser Sid y él contra Steve y Paul. Siempre lo consideró en términos de rivalidad». Julien Temple, en aquel entonces un estudiante de cine a quien McLaren había contratado para crear una grabación audiovisual exhaustiva de la banda, opina: «Sid era el protegido de John en la banda, realmente. Los otros dos solo pensaban que estaba loco». McLaren después declararía que, al comienzo de la carrera de la banda, Vivienne Westwood le había dicho que consiguiera al «tipo llamado John que había venido un par de veces a la tienda» como cantante. Cuando Johnny Rotten fue reclutado para la banda, Westwood dijo que McLaren se había equivocado: «había escogido al John equivocado». Era John Beverley, el futuro Vicious, el que ella había recomendado. McLaren aprobó la tardía inclusión de Vicious, que virtualmente no tenía ninguna experiencia con su nuevo instrumento, por sus pintas y su reputación en la escena punk.[cita requerida]
Pogo aparte, Vicious se vio involucrado en un incidente digno de mención durante la memorable segunda noche del 100 Club Punk Festival. Detenido por lanzar un vaso a The Damned que se hizo añicos y cegó a una chica de un ojo, fue encerrado en un centro. En un concierto previo en 100 Club, había atacado a Nick Kent con una cadena de bicicleta. De hecho, el telegrama de McLaren a NME decía de Vicious que «su mejor credencial era que le había dado su merecido a Nick Kent muchos meses antes en el 100 Club». Según una posterior descripción hecha por McLaren, «cuando Sid se unió no sabía tocar la guitarra pero su locura encajaba en la estructura de la banda. Era el caballero de reluciente armadura con un puño gigante». «Todo el mundo estaba de acuerdo en que su aspecto encajaba», recordaría Lydon después, pero su destreza musical era otra cosa. «Los primeros ensayos... en marzo de 1977 con Sid fueron infernales... Sid lo intentaba en serio y ensayaba mucho». Marco Pirroni, que había tocado con Vicious en Siouxsie & the Banshees, ha dicho: «después de eso, ya no tenía nada que ver con la música. Todo se haría por el sensacionalismo y el escándalo. Entonces se convirtió en la historia de Malcolm McLaren».
La pertenencia de Sid Vicious a Sex Pistols tuvo un efecto progresivamente destructivo en él. Como Lydon diría después, «en aquel momento, Sid era absolutamente infantil. Todo era divertido y gracioso. De repente era una gran estrella del pop. Tener el estatus de estrella del pop significaba prensa, una buena oportunidad para que se le viera en todos los sitios correctos, adoración. Eso es lo que todo ello significaba para Sid». Westwood ya le había estado alimentando con material, como un tomo sobre Charles Manson, probablemente para que afloraran sus peores instintos. A comienzos de 1977, conoció a Nancy Spungen, una drogadicta emocionalmente perturbada y antigua prostituta en Nueva York. Comúnmente se piensa en Spungen como la responsable de haber introducido a Vicious en la heroína, y la dependencia emocional de la pareja alienó a Vicious del resto de la banda. Lydon después escribió: «hicimos todo lo posible por deshacernos de Nancy... Lo estaba matando. Yo estaba absolutamente convencido de que esta chica estaba en una misión de lento suicidio... Solo que no quería irse sola. Quería llevarse consigo a Sid... Estaba tan completamente jodida y era malvada».

### «God Save the Queen»
El 10 de marzo de 1977, en una conferencia de prensa organizada como una ceremonia en las cercanías de Palacio de Buckingham, Sex Pistols firmaron públicamente con A&M Records (la auténtica firma del contrato se había hecho el día antes). Inmediatamente después, cebados de alcohol, se encaminaron hacia las oficinas de A&M. Vicious destrozó un váter y se hizo un corte en el pie (hay opiniones contradictorias respecto a lo que ocurrió primero). A medida que Vicious iba dejando un rastro de sangre por las oficinas, Rotten abusó verbalmente de los empleados y Jones se puso juguetón en el lavabo de señoras. Un par de días después, Sex Pistols se metieron en un lío con otra banda en un club; uno de los amigos de Rotten amenazó de muerte a un amigo del director de A&M en el Reino Unido. El 16 de marzo, A&M rompió el contrato que tenía con los Pistols. Veinticinco mil copias del futuro sencillo «God Save the Queen» (con «No Feelings» en la cara B) ya se habían prensado; se destruyeron prácticamente todas.
Vicious debutó con la banda en el Notre Dame Hall de Londres el 28 de marzo. En mayo, la banda firmó contrato con Virgin Records, su tercer sello discográfico en poco más de medio año. Virgin estaba más que dispuesta a lanzar «God Save the Queen», pero surgieron nuevos obstáculos. Los trabajadores de la planta de prensado se negaban a trabajar en protesta por el contenido de la canción. La ahora famosa portada de Jamie Reid, que mostraba a la Reina Isabel II del Reino Unido con sus rasgos tapados con el nombre de la canción y el de la banda con letras recortadas, ofendió a los trabajadores. Después de mucho discutir, se retomó la producción y el sencillo se lanzó finalmente el 27 de mayo.
La escabrosa letra —«God save the queen / She ain't no human being / And there's no future / In England's dreaming» («Dios salve a la Reina / No es un ser humano / Y no hay futuro / En el sueño de Inglaterra»)— provocó protestas generalizadas. Varias grandes cadenas de tiendas se negaron a vender el sencillo. Fue censurado no solo por la BBC sino también por todas las emisoras independientes de radio, convirtiéndolo en la «grabación más censurada de la historia del Reino Unido». Rotten se jactó diciendo: «somos la única banda honesta en pisar este planeta en unos dos mil millones de años». Jones se encogió de hombros respecto a todo lo que la canción afirmaba e implicaba, o llevaba el nihilismo a un punto lógico final: «No veo cómo nadie nos pueda describir como una banda política. Ni siquiera me sé el nombre del primer ministro». La canción, y su impacto público, ahora son reconocidos como «la gloria y la corona del punk».

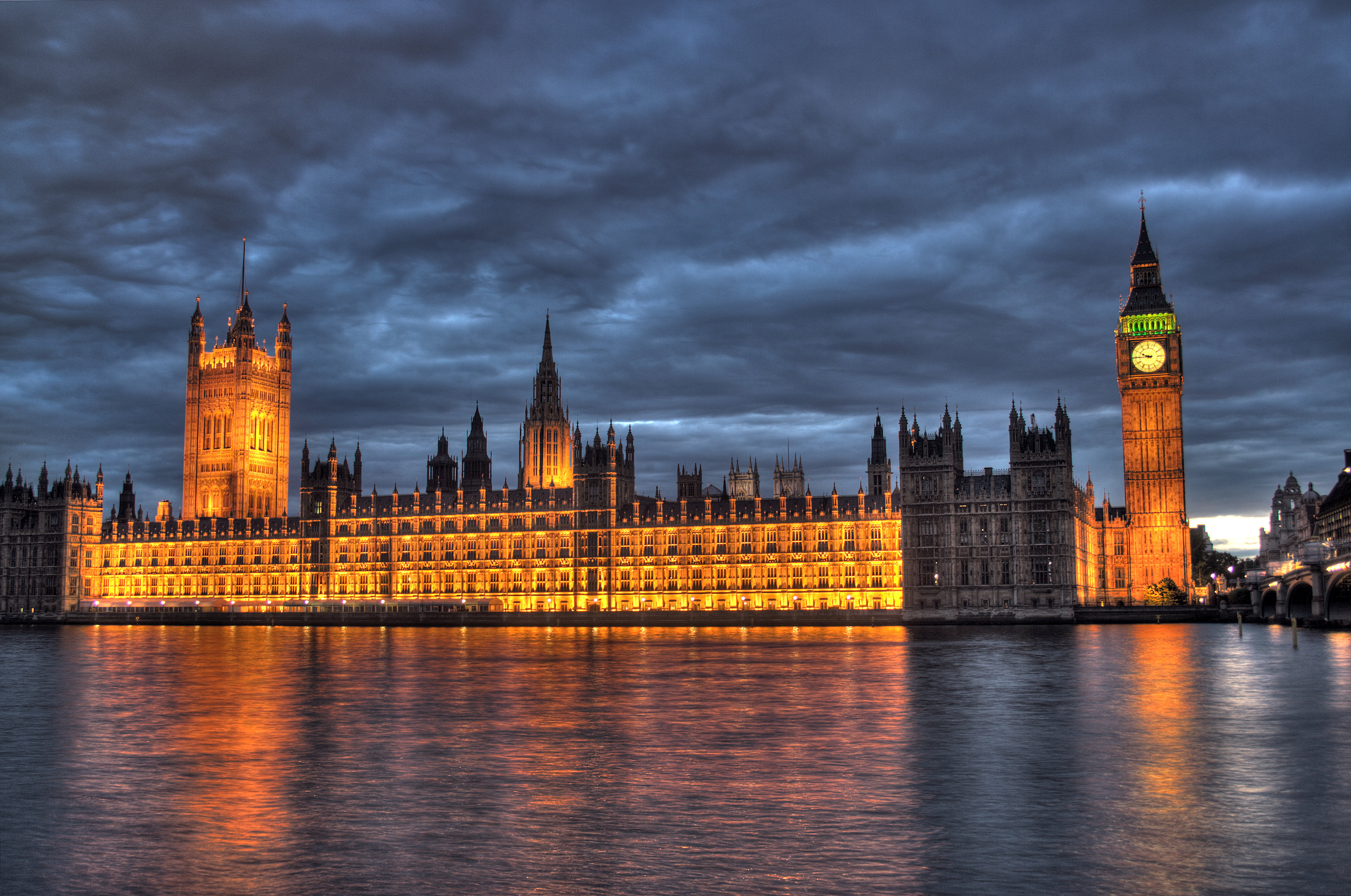
Westminster, visto desde el Támesis.

El lanzamiento de Virgin se calculó para que coincidiese con la celebración del vigésimo quinto aniversario (Silver Jubilee) en el trono de la Reina Isabel II. Para cuando llegó el fin de semana de la celebración, una semana y media después del lanzamiento del sencillo, se habían vendido más de ciento cincuenta mil copias: un éxito masivo. El 7 de junio, McLaren y la compañía discográfica fletaron un barco privado para que los Sex Pistols tocaran mientras navegaban por el río Támesis, pasando por Westminster y el parlamento. El evento, una burla a la procesión prevista por la Reina para dos días después, acabó en un caos. Lanchas de policía obligaron al barco a atracar, y la dotación policial rodeó la pasarela del muelle. Mientras se hizo bajar con prisas a los miembros de la banda con su equipo por una escalinata lateral, McLaren, Westwood y muchos miembros del séquito de la banda fueron arrestados.
Antes de que saliera la lista de ventas de sencillos del Reino Unido correspondiente a la semana del aniversario, el Daily Mirror predijo que «God Save the Queen» sería número uno. Al final, el sencillo se quedó en el segundo puesto, tras un sencillo de Rod Stewart que llevaba cuatro semanas en el número uno. Muchos creen que la grabación calificó en lo más alto, pero que la lista fue alterada para evitar un espectáculo. McLaren después dijo que en CBS Records, distribuidora de ambos sencillos, le dijeron que Sex Pistols vendió el doble que Rod Stewart. Hay evidencia de que un directivo del Instituto Fonográfico del Reino Unido, encargado de la supervisión de la oficina de listas y compilaciones, se encargó de excluir de la lista, solo esa semana, las ventas realizadas por tiendas pertenecientes a compañías discográficas, como la de Virgin.
Los ataques violentos contra los seguidores del punk estaban en alza. A mediados de junio, el propio Rotten fue asaltado por una banda con cuchillos en las afueras del pub Pegasus de Islington, causándole lesiones en el tendón de su brazo izquierdo. Jamie Reid y Paul Cook recibieron palizas en otros incidentes; tres días después del asalto en el Pegasus, Rotten fue nuevamente atacado. Una gira por Escandinavia, en principio planeada para final de mes, tuvo que ser pospuesta hasta mediados de julio. Durante la gira, un periodista sueco le dijo a Jones que «mucha gente» veía a la banda como una «creación» de McLaren. Jones replicó: «es nuestro mánager, eso es todo. No tiene nada que ver con la música o nuestra imagen... solo es un buen mánager». En otra entrevista, Rotten mostró perplejidad respecto al furor que envolvía a la banda:

«No lo entiendo. Lo único que intentamos hacer es destruirlo todo».

A finales de agosto llegó la gira SPOTS (Sex Pistols On Tour Secretly), una gira furtiva por el Reino Unido en el que la banda tocaba con pseudónimos para evitar cancelaciones. Entre estos pseudónimos, se emplearon: The Spots, Tax Exiles, Special Guests, Acne Rabble, The Hamsters y A Mystery Band of International Repute.
McLaren hacía tiempo que quería hacer una película sobre Sex Pistols. La primera tarea de Julien Temple fue hacer Sex Pistols Number 1, un mosaico de veinticinco minutos de metraje de distintas fuentes, consistiendo gran parte de ello en refilmaciones tomadas por Temple de pantallas de televisión. Number 1 se mostraba a menudo antes de los conciertos de la banda. Usando trozos de la filmación del incidente del Támesis, Temple creó otro corto propagandístico, Jubilee Riverboat (o Sex Pistols Number 2). Durante el verano de 1977, McLaren hizo arreglos para la película de sus sueños, Who Killed Bambi?, con el director Russ Meyer y guion de Roger Ebert. Después de un solo día de filmación, el 11 de septiembre, cesó la producción cuando quedó claro que McLaren no había conseguido la financiación necesaria.

### Never Mind the Bollocks
Desde la primavera de 1977, los tres Sex Pistols más antiguos iban con cierta periodicidad al estudio con Chris Thomas para grabar las canciones que darían forma a su álbum debut. Aunque al principio iba a llamarse God Save Sex Pistols, desde el verano ya se le conocía como Never Mind the Bollocks. Según Jones, «Sid quería venir y tocar en el álbum, y nosotros intentábamos por todos los medios que no se acercase al estudio. Por suerte tenía hepatitis en aquel momento». Cook después describió cuántas de las partes instrumentales se construyeron sobre la combinación batería-guitarra, en vez de la habitual de batería-bajo.
Dada la incompetencia de Vicious, se invitó a Matlock para que tocara en el álbum como músico de sesión. En su autobiografía, Matlock dice que aceptó «ayudar», pero posteriormente sugiere que rompió toda relación después de que McLaren mandara el telegrama el 28 de febrero a NME anunciando que habían despedido a Matlock por gustarle los Beatles. De hecho, Matlock sí tocó con ellos el 3 de marzo, para lo que Jon Savage describió como una «sesión de audición». En su autobiografía, Lydon dice que el trabajo de alquiler de Matlock para Pistols fue amplio —mucho más de lo que ninguna otra fuente sustenta—, seguramente para después poder ampliar una descalificación: «creo que yo prefería morirme antes que hacer algo así». El musicólogo David Howard afirma sin ambigüedades que Matlock no tocó en ninguna de las sesiones de grabación de Never Mind the Bollocks. Fue Jones quien finalmente tocó la mayoría de las partes de bajo durante las grabaciones de Bollocks; Howard llama al estilo rudimentario y estruendoso de Jones al bajo el «explosivo ingrediente perdido» del sonido de Sex Pistols. El bajo de Vicious está presente en la canción «Bodies» de la edición original del álbum. Jones recuerda, «tocó su mierda de parte de bajo y simplemente le dejamos hacer. Cuando se fue grabé un trozo encima, dejando la parte de Sid floja. Creo que es escasamente audible en la pista». Después de «God Save the Queen», se editaron dos sencillos más, provenientes de estas sesiones de grabación: «Pretty Vacant» (compuesto en su mayor parte por Matlock, incluyendo la letra) el 1 de julio y «Holidays in the Sun» el 14 de octubre. Todos entraron en el Top 10.

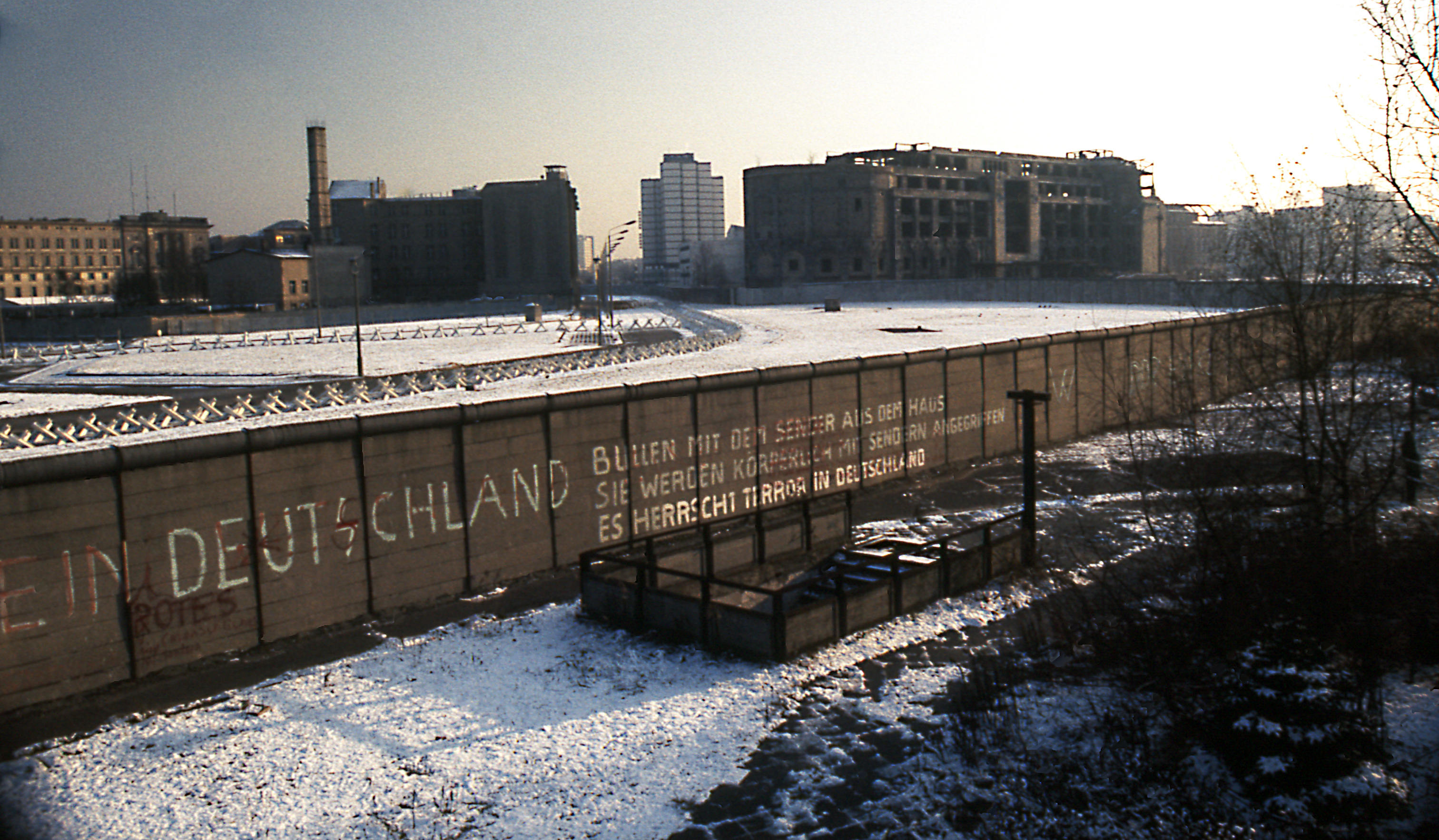
Un breve viaje a Berlín en marzo de 1977 fue la inspiración de «Holidays in the Sun». En la foto, el muro de Berlín en 1975. «El terror manda en Alemania», se lee en uno de los grafitis.

El 28 de octubre de 1977 se lanzó Never Mind the Bollocks, Here's the Sex Pistols. Rolling Stone dijo del álbum que era «seguramente el álbum más excitante de rock and roll de los años 1970», agradeciendo a la banda por tocar «con una energía y convicción que es positivamente trascendente en su locura y fervor». Algunos críticos, desilusionados porque el álbum contenía los cuatro sencillos ya editados, lo interpretaron como poco más que un álbum de «grandes éxitos». Conteniendo «Bodies» —canción en la que Rotten dice «fuck» cinco veces— y la previamente censurada «God Save the Queen» y con la palabra bollocks (cojones) en el título, el álbum fue prohibido en las tiendas Boots, W.H. Smith y Woolworths. El ministro conservador de educación lo condenó como «un síntoma de la decadencia de la sociedad» y tanto las compañías de televisión independientes como las emisoras de radio independientes prohibieron sus anuncios publicitarios. Aun así, sus ventas fueron suficientes para convertirlo en un innegable número uno en la lista de álbumes británica.
El título del álbum les trajo problemas legales que acapararon una considerable atención: una tienda de Virgin Récords de Nottingham que expuso el álbum en el escaparate fue amenazada con demandas por mostrar «material impreso indecente». Se desestimó el caso cuando el abogado defensor John Mortimer trajo a un experto que estableció que bollocks era un término del inglés antiguo que significaba pelota pequeña, que aparecía en nombres de lugares sin causar en las comunidades locales disturbios de tipo erótico, y que en el siglo XIX se había utilizado para definir al clérigo: «Los clérigos son conocidos por decir una gran cantidad de tonterías y así la palabra evolucionó hacia el significado de disparate». En el contexto del título del álbum de Pistols, el término adopta el significado de «disparate». Steve Jones lo propuso de buenas a primeras mientras la banda discutía sobre cómo debía llamarse el álbum. Un exasperado Jones dijo: «Oh, fuck it, never mind the bollocks of it all» («¡oh, ¡joder!, ¡qué cojones importa todo eso!»).
Después de tocar algunos conciertos en Holanda —el comienzo de una gira multinacional planeada— la banda comenzó una gira llamada Never Mind the Bans («¡Qué importan las prohibiciones!») por el Reino Unido en diciembre de 1977. De ocho fechas previstas, se cancelaron cuatro debido a la presión política o a enfermedad de alguno de los miembros de la banda. El día de Navidad, Sex Pistols hicieron dos conciertos en el club Ivanhoe de Huddersfield. Antes del concierto normal de la noche, la banda hizo un especial matinal benéfico para los hijos de los «bomberos en huelga, trabajadores en desempleo y familias uniparentales». Estos conciertos fueron a la postre los últimos de la banda en el Reino Unido.

### La gira por Estados Unidos y la separación
En enero de 1978 Sex Pistols se embarcaron en una gira por Estados Unidos, con fechas mayoritariamente por el Deep South estadounidense. La gira estaba originalmente prevista para dar comienzo antes de Nochevieja, pero fue retrasada debida a la reticencia de las autoridades estadounidenses a proporcionar los visados correspondientes a algunos miembros de la banda por sus antecedentes penales. A resultas de ello, se suspendieron varios conciertos previstos en la zona norte del país. La gira, aunque muy esperada por los seguidores y los medios, estuvo llena de peleas internas, mala planificación y un público físicamente beligerante. McLaren admitió después que reservó a propósito locales
de estética redneck (estereotipo de persona caucásica y de bajo nivel económico en el sur de Estados Unidos) para provocar situaciones hostiles. En el transcurso de dos semanas, Vicious, ya fuertemente adicto a la heroína,
comenzó a estar a la altura de su nombre artístico. Lydon después escribió: «por fin [Sid] tenía un público que se comportaba con miedo y horror. Era fácil llevar a Sid por la nariz».

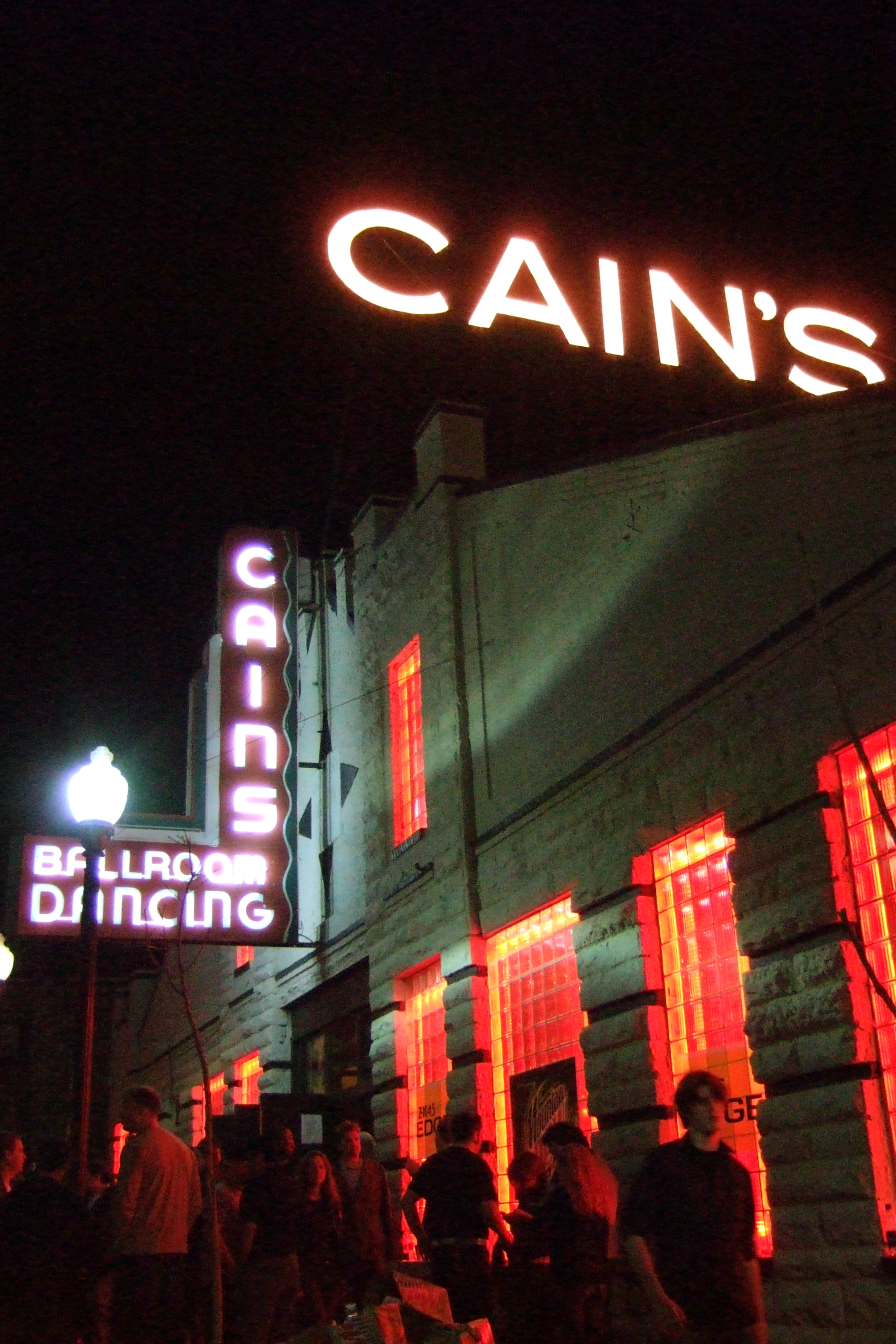
El Cain's Ballroom, en Tulsa, Oklahoma, sala donde actuaron Sex Pistols el 12 de enero de 1978.

Al poco de comenzar la gira, Vicious se marchó del hotel Holiday Inn en Memphis, Tennessee, en busca de drogas. Después le encontraron en un hospital, con las palabras «gimme a fix» («dame un chute») grabadas en el pecho con una cuchilla. Vicious llamó al público «puñado de maricas», durante un concierto en San Antonio, Texas, antes de golpear a un espectador con el bajo en la cabeza. En Baton Rouge, Luisiana, recibió sexo oral simulado en el escenario, sobre lo que después declaró: «ese es el tipo de chica que me gusta». Sufriendo el síndrome de abstinencia de la heroína en el concierto de Dallas, Texas, escupió sangre encima de una joven punk que se había subido al escenario y le había propinado un puñetazo. Después, esa misma noche, acudió al hospital a tratarse varias heridas. Ya fuera del escenario se dice que le dio una patada a una fotógrafa, atacó a un guarda de seguridad, y finalmente retó a uno de sus guardaespaldas a pelear: tras recibir una paliza, dicen que exclamó: «Me gustas. Ahora podemos ser amigos».
Rotten, mientras tanto, con gripe y tosiendo sangre, se comenzó a sentir cada vez más aislado de Cook y Jones y asqueado con Vicious. El 14 de enero de 1978, durante la última fecha de la gira en el Winterland Ballroom de San Francisco, California, un Rotten desilusionado comenzó los bises diciendo, «obtendréis una canción y solo una porque soy un bastardo vago». Esa canción fue una versión de la canción «No Fun» de The Stooges. Se detuvo en la mitad de la canción sentado en el escenario y sin poder aguantar dijo «¡Oh cojones! ¿Para qué sigo con esto?». Al final de la canción, Rotten, de rodillas en el escenario, pronunció una declaración inequívoca: «Esto no es divertido. No es divertido. Esto no es divertido en absoluto. No es divertido». («This is no fun. No fun. This is no fun—at all. No fun.») Cuando sonó el último golpe de platillo, Rotten se dirigió directamente al público: «¡Ah, ja, ja! ¿Habéis sentido alguna vez que os han estafado? Buenas noches», antes de tirar el micrófono y dejar el escenario. Después dijo: «me sentía estafado, y ya no iba a aguantarlo más; era una farsa ridícula. Sid había perdido completamente la cabeza: no era más que un desperdicio de espacio. Todo era una broma llegados a este punto... [Malcolm] no me hablaba.... No discutía nada conmigo. Pero después se giraba y les decía a Paul y Steve que toda la tensión era culpa mía porque no estaba de acuerdo con nada».
El 17 de enero, la banda se separó, encaminándose por separado a Los Ángeles. McLaren, Cook y Jones se prepararon para volar a Río de Janeiro para tomarse unas vacaciones. Vicious, en muy mala forma, fue llevado a Los Ángeles por un amigo, que después le llevó a Nueva York, donde fue hospitalizado de inmediato. Rotten después describió su propia situación: «Sex Pistols me abandonaron, perdido en Los Ángeles sin billete de avión, sin hotel, y habiendo dejado un mensaje a Warner Bros diciendo que si alguien llamaba diciendo que era Johnny Rotten, era mentira. Así fue como terminé con Malcolm: aunque no con el resto de la banda; siempre me agradarán». Rotten voló a Nueva York, donde anunció la ruptura de la banda en una entrevista a un periódico el 18 de enero. Arruinado, telefoneó al jefe de Virgin Records, Richard Branson, quién aceptó pagarle el billete de vuelta a Londres, vía Jamaica. En Jamaica, Branson se reunió con los miembros de la banda Devo, en un intento de convertir a Rotten en su vocalista. Devo declinó la oferta.
Cook, Jones y Vicious nunca volvieron a tocar juntos en directo después de la partida de Rotten. En los meses siguientes, McLaren organizó grabaciones en Brasil (con Jones y Cook), París (con Vicious) y Londres; cada uno de los tres y otras personas hicieron de vocalistas principales en canciones que en algunos casos distaban mucho de cómo se supone que debía sonar el punk. Estas grabaciones se hicieron para formar la banda sonora de la reconcebida película sobre Sex Pistols, dirigida por Julien Temple, The Great Rock 'n' Roll Swindle, en la cual ahora McLaren se volcaba. El 30 de junio, se editó un sencillo atribuido a Sex Pistols: en una cara, el conocido criminal Ronnie Biggs cantaba «No One Is Innocent» acompañado por Jones y Cook; en la otra, Vicious cantaba el clásico «My Way» sobre una pista de Jones-Cook y una sección de cuerda. El sencillo llegó al puesto número seis en las listas, finalmente vendiendo más que todos los sencillos en los que había participado Rotten. McLaren buscaba la forma de reconstruir la banda con un nuevo líder, pero su primera elección, Vicious, estaba harto de él. Vicious había pedido a cambio de aceptar grabar «My Way» que McLaren firmara un documento que declaraba que ya no era su mánager. En agosto, Vicious, de vuelta en Londres, haría sus últimas actuaciones como miembro de Sex Pistols: grabando y filmando dos versiones de canciones de Eddie Cochran. El regreso en septiembre del bajista a Nueva York puso fin a los sueños de McLaren.

### Después de los Sex Pistols
Después de abandonar Sex Pistols, Johnny volvió a adoptar su nombre de nacimiento, Lydon, y formó la banda Public Image Ltd. (PiL) con el exmiembro de The Clash Keith Levene y su amigo de la escuela Jah Wobble. La banda consiguió entrar en la lista Top Ten con su sencillo debut, «Public Image», a finales de 1978. Lydon inició acciones legales contra McLaren y la compañía que gestionaba los Sex Pistols, Glitterbest, controlada por McLaren. Entre las peticiones estaban impago de regalías, uso indebido del término «Johnny Rotten», obligaciones contractuales injustas, y daños por «todas las actividades criminales que tuvieron lugar». En 1979, PiL grabó el clásico de post-punk Metal Box. Lydon tocó con la banda hasta 1992, además de participar en otros proyectos como Time Zone con Afrika Bambaataa y Bill Laswell.
Vicious se instaló en Nueva York, donde comenzó a actuar en solitario, con Nancy Spungen como mánager. Grabó un álbum en directo, apoyado por The Idols, banda en la que estaban Arthur Kane y Jerry Nolan de New York Dolls: a finales de 1979 se editaría póstumamente con el título Sid Sings. Spungen fue encontrada muerta el 12 de octubre de 1978 en la habitación del Hotel Chelsea que compartía con Vicious, apuñalada en el estómago y vestida solo en ropa interior. La policía recogió de la habitación parafernalia relacionada con las drogas y Vicious fue arrestado con cargos de asesinato. En una entrevista de la época, McLaren dijo: «no me puedo creer que él estuviese envuelto en algo así. Sid tenía previsto casarse con Nancy en Nueva York. Estaban muy unidos y mantenían una relación muy pasional». Mientras se encontraba en libertad bajo fianza, Vicious estampó una jarra de cerveza en la cara de Todd Smith, el hermano de Patti Smith, por lo que nuevamente fue arrestado con cargos de asalto. El 9 de diciembre de 1978 fue enviado a la cárcel de Rikers Island, donde pasó cincuenta y cinco días y tuvo que cortar por lo sano con su adicción. Fue liberado el 1 de febrero de 1979; poco después de medianoche, después de una pequeña fiesta por su liberación, Vicious murió de una sobredosis de heroína. Solo tenía veintiún años. Reflexionando sobre lo ocurrido, Lydon dijo: «Pobre Sid. La única manera que tenía de estar a la altura de lo que quería que la gente pensara de él era muriendo. Fue trágico, pero más para Sid que para los demás. Realmente compró su imagen pública».
El 7 de febrero de 1979, solo cinco días después de la muerte de Vicious, comenzó el juicio preliminar de las demandas de Lydon. Cook y Jones estaban aliados con McLaren, pero según fueron acumulándose evidencias de que su mánager había utilizado casi todas las ganancias de la banda en el proyecto de su querida película, cambiaron de bando. El 14 de febrero, la audiencia puso la película y su banda sonora a cargo de un administrador: fuera ya del control de McLaren, ahora serían administradas como ingresos cuya explotación serviría para satisfacer las demandas económicas de los miembros de la banda. McLaren, con sustanciales deudas personales y de minutas legales, partió hacia París para firmar un contrato discográfico para la elaboración de un LP con canciones clásicas, en el que se incluiría la canción «Non, je ne regrette rien». Un mes después, de regreso en Londres, se desvinculó de la película a la que tanto dinero y tiempo había dedicado. McLaren pasó a ser el mánager de Adam & the Ants y Bow Wow Wow. A mediados de la década de 1980 lanzó en solitario varios álbumes exitosos e influyentes.
La banda sonora de su todavía inconclusa película, The Great Rock 'n' Roll Swindle, fue lanzada por Virgin Records el 24 de febrero de 1979. La mayoría de las canciones que la componen aparecen atribuidas a Sex Pistols: Hay nuevas grabaciones con Jones, Vicious, Cook, y Ronnie Biggs como vocalistas, además de Edward Tudor-Pole, que fue considerado por un corto espacio de tiempo el sustituto de Rotten. McLaren también toma el micrófono en un par de pistas. Varios de los temas tienen a Rotten como vocalista y proceden de sesiones de grabación inéditas antiguas, retocadas en algunos casos con grabaciones adicionales (overdubs) de Jones y Cook. Hay, además, una canción en directo, proveniente del último concierto de la banda en San Francisco. El álbum se completa con un par de pistas en los que otros artistas versionan clásicos de Sex Pistols. Del álbum de Swindle salieron cuatro sencillos que llegaron al Top Ten, uno más que del Never Mind the Bollocks. El primero, «No One Is Innocent»/«My Way», de 1978, fue seguido por la versión de Vicious de «Something Else» (que llegó al puesto número tres, siendo el sencillo más vendido de Sex Pistols); Cook cantando la canción original «Silly Thing» (llegando al número seis); y la segunda versión de Vicious de una canción de Cochran, «C'mon Everybody» (llegando al número tres). Dos sencillos más se extrajeron de la banda sonora bajo la marca Sex Pistols: uno, con Tudor cantando «The Great Rock 'n' Roll Swindle», y por último, ya en 1980 y coincidiendo con el estreno de la película, un tema cantado por Rotten en 1976, la versión de The Monkees «(I'm Not Your) Steppin' Stone»; ambos se quedaron justo fuera del Top 20. El 21 de noviembre de 1980, se lanzó el «nuevo» material final de estudio atribuido a Sex Pistols, a través de Virgin: «Black Leather» y «Here We Go Again», temas grabados por Jones y Cook durante las sesiones de Swindle, a mediados de 1978, se emparejaron como uno de los seis sencillos de 7" (los otros cinco eran reconfiguraciones de material previamente editado) vendidos juntos como Sex Pack.
La película de Sex Pistols fue completada por Temple, quien recibió todo el crédito del guion después de que McLaren hiciera que se quitara su nombre de la producción. Estrenada finalmente en 1980, The Great Rock 'n' Roll Swindle aún reflejaba en gran medida el punto de vista de McLaren. Es una narración de la historia de la banda y sus secuelas en forma de un relato ficticio, a modo de una farsa, parcialmente animado, con McLaren en el papel principal, Jones como segundo actor principal, y contribuciones de Vicious (incluyendo su memorable interpretación de «My Way») y Cook. Incorpora los videos promocionales grabados para «God Save the Queen» y «Pretty Vacant» y un extenso metraje documental, dedicado en gran medida a Rotten. Según lo describe Temple, McLaren y él concibieron la película como «muy estilizada... polémica». Estaban reaccionando frente al hecho de que Sex Pistols se habían convertido en «el póster de la pared de los dormitorios ante el que te arrodillabas al llegar la noche para rezarle a tu Dios del rock. Y ese nunca fue el propósito... El mito tenía que ser dinamitado de algún modo. Teníamos que hacer esta película para enfadar a los seguidores». En la película, McLaren reclama la autoría de haber creado la banda desde cero y haber maquinado su notoria reputación; gran parte de la poca estructura que tiene la dispersa narrativa se basa en las «lecciones» de McLaren sobre «un invento mío al que llamaron punk rock».
Cook y Jones siguieron trabajando como músicos de sesión y en apariciones como artistas invitados. En 1980, formaron The Professionals, que duró dos años. Jones pasó a tocar con las bandas Chequered Past y Neurotic Outsiders. También grabó dos álbumes en solitario, Mercy y Fire and Gasoline. Residiendo ahora en Los Ángeles, presenta un programa de radio llamado Jonesy's Jukebox. Cook, habiendo tocado con la banda Chiefs of Relief a finales de los años 1980 y con Edwyn Collins en los años 1990, ahora es miembro de la banda Man Raze. Después de la disolución de The Rich Kids en 1979, Matlock tocó con varias bandas, salió de gira con Iggy Pop y grabó varios álbumes en solitario. Actualmente es miembro de Slinky Vagabond.
Las resoluciones judiciales de 1979 habían dejado muchas cosas sin resolver entre Lydon y McLaren. Cinco años después, Lydon interpuso otra demanda. Finalmente, el 16 de enero de 1986, Lydon, Jones, Cook y los herederos de Sid Vicious ganaron el control de la herencia de la banda, incluyendo los derechos sobre The Great Rock 'n' Roll Swindle y todo el material grabado para su elaboración: más de 250 horas. Ese mismo año, se lanzó una película de ficción que trataba la relación de Vicious con Spungen: Sid and Nancy, dirigida por Alex Cox. En su autobiografía, Lydon critica duramente la película, diciendo que «elogia la adicción a la heroína», saliéndose del camino para «humillar la vida de Vicious», y que distorsiona totalmente la posición de Sex Pistols en la escena punk de Londres.

### Reuniones y actividades posteriores de la banda

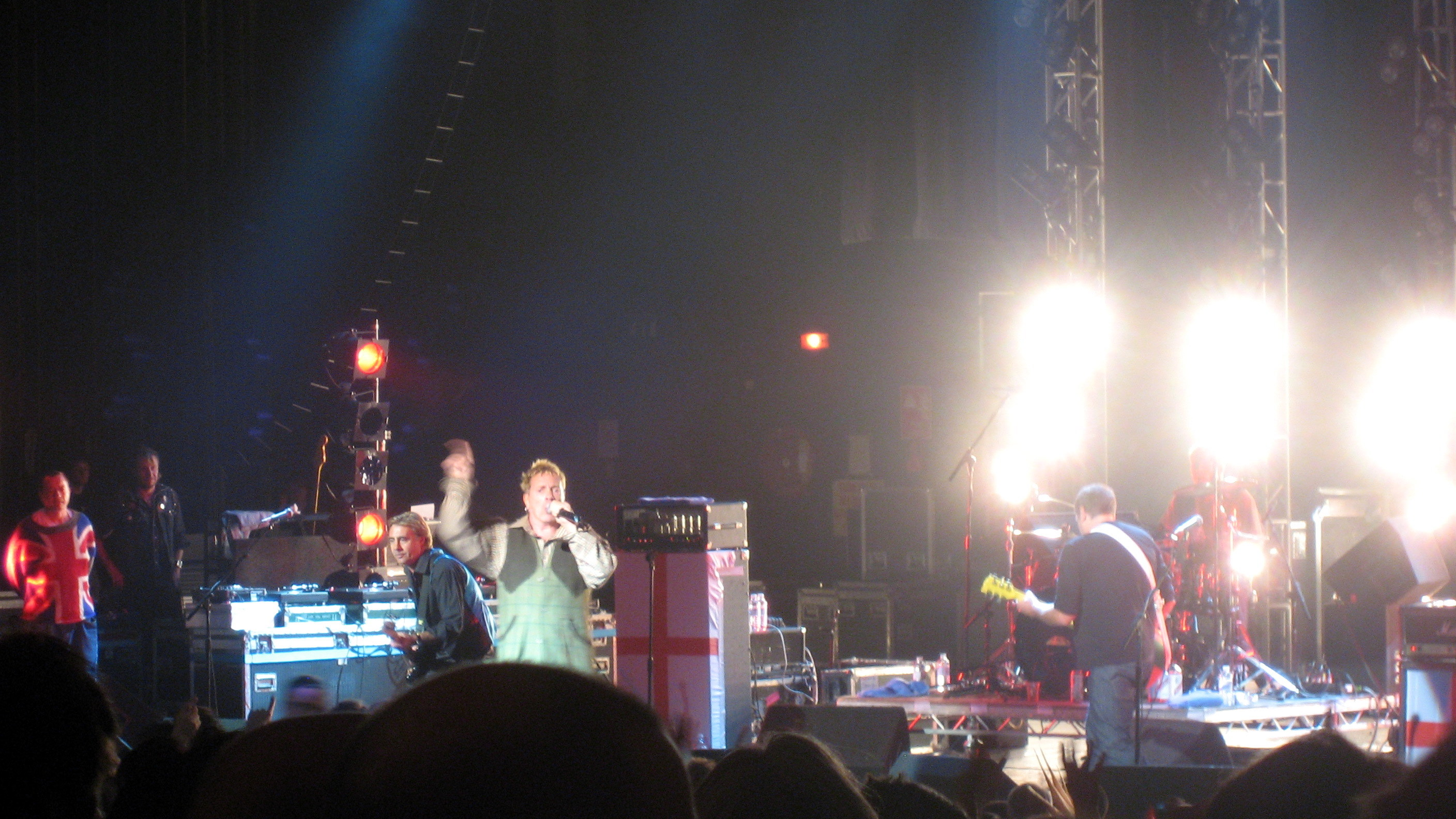
Sex Pistols en la Brixton Academy, Londres, 3 de noviembre de 2007.

Los cuatro miembros originales de Sex Pistols se reunieron en 1996 para la gira de seis meses Filthy Lucre Tour, que incluía fechas en Europa, Norteamérica, América del Sur, Australia y Japón. El acceso de la banda a los archivos asociados a The Great Rock 'n' Roll Swindle facilitó la producción del documental del año 2000 The Filth and the Fury. Esta película, dirigida como la anterior por Temple, se concibió como un intento de contar la historia desde el punto de vista de la banda, en contraste con el enfoque de Swindle en McLaren y los medios. En 2002, el año del quincuagésimo aniversario (jubileo de oro) de la subida al trono de la reina Isabel II, Sex Pistols volvieron a reunirse para tocar en el Crystal Palace National Sports Centre de Londres. En 2003 el Piss Off Tour les llevó tres semanas a Estados Unidos.
El 9 de marzo de 2006 la banda vendió los derechos de su catálogo a Universal Music Group. La venta fue criticada por algunos, llamándoles «vendidos». En noviembre de 2006, se incluyó a Sex Pistols en el Salón de la Fama del Rock, en la citación también se mencionó a Vicious además de a los cuatro miembros vivos de la banda. La banda rechazó el honor con lenguaje soez en su página web. En una entrevista televisiva, Lydon sugirió que el Salón de la Fama podía «besar esto» («Kiss this!», título del álbum recopilatorio de 1992), acompañando la frase con un gesto obsceno. Según Jones, «una vez que quieras ser colocado en un museo, se acabó el Rock & Roll; no es una votación de los seguidores, es una votación de gente que te mete a ti o a otros en el museo; gente que ya está allí».
Sex Pistols se reunieron de nuevo para cinco conciertos en la Brixton Academy y uno en Mánchester y otro en Glasgow en noviembre de 2007. En 2008, participaron en una serie de festivales europeos, llamada Combine Harvester Tour.
En agosto, tocaron en el festival Sziget Festival de Budapest y en el festival neerlandés Lowlands. El director de Lowlands, Eric van Eerdenburg dijo de la actuación de Pistols que fue «entristecedora»: «Dejaron sus piscinas en casa solo para venir aquí a recaudar algo de dinero. En verdad, no son nada más que eso». Después tocaron en el Hammersmith Apollo. Ese mismo año, lanzaron al mercado el DVD There'll Always Be An England, que combina metraje de dos apariciones en la Brixton Academy de 2007. En 2008 participaron en el Azkena Rock Festival de Vitoria ante casi 13 000 espectadores
El 3 de junio de 2024, Cook, Jones y Matlock anunciaron dos conciertos de reunión en el Bush Hall de Shepherds Bush, anunciados como "Frank Carter and Sex Pistols". Carter de Frank Carter & The Rattlesnakes y Gallows, fue el vocalista principal en ausencia de Lydon. Tocaron íntegramente el único álbum de estudio de los Sex Pistols, "Never Mind the Bollocks, Here's the Sex Pistols". El 25 de agosto, encabezaron el cartel, junto con Editors, del Festival de Música AMA 2024. Posteriormente, se anunció una gira por el Reino Unido para septiembre de 2024, anunciada oficialmente como "Frank Carter y Paul Cook, Steve Jones y Glen Matlock de los Sex Pistols interpretan "Never Mind the Bollocks". El 20 de septiembre, tocaron en la sala Rock City de Nottingham, al día siguiente en la O2 Academy de Birmingham y el 26 de septiembre en Kentish Town, Londres. El 12 de noviembre de 2024, se anunció su participación en el cartel del Download Festival 2025. En enero de 2025, anunciaron su primera gira por Australia desde 1996, que tuvo lugar en abril.

## Legado

### Influencias culturales
El artículo de la guía de álbumes de Trouser Press sobre Sex Pistols asegura que «su importancia —tanto en la orientación de la música contemporánea como en la cultura pop en general— difícilmente puede exagerarse». Rolling Stone ha argumentado que la banda, «en directa oposición a las trampas y complacencias de la fama» del rock de mediados de los años 1970, «vino a encender y personificar uno de los verdaderamente pocos momentos críticos de la cultura pop: el surgimiento del punk». En 2004, la revista puso a Sex Pistols en el puesto número cincuenta y ocho de su lista de «Los 100 artistas más grandes de todos los tiempos». El crítico musical Dave Marsh les denominó «incuestionablemente la nueva banda de rock más radical de los setenta».
Aunque Sex Pistols no fue la primera banda de punk rock, las pocas grabaciones que lanzaron durante su corta existencia inicial fueron expresiones excepcionalmente catalíticas del movimiento punk. Los lanzamientos de «Anarchy in the U.K.», «God Save the Queen» y Never Mind the Bollocks se cuentan entre los acontecimientos más importantes de la historia de la música popular. Never Mind the Bollocks aparece habitualmente en las listas de los mejores álbumes de todos los tiempos: En 2006 lo situaron en el número veintiocho de «Los 100 mejores álbumes de todos los tiempos» de la revista Q, mientras que Rolling Stone lo posicionó en el número dos de su lista «Los 100 mejores álbumes de los últimos 20 años» de 1987. Es reconocido como uno de los álbumes más influyentes de la historia del rock. Una reseña de Allmusic de 2005 lo describe como «uno de los mejores y más influyentes álbumes de rock de todos los tiempos».
Sex Pistols fue inspiración directa en el estilo, y a menudo de la formación misma, de muchas bandas de punk y post-punk durante sus primeros dos años y medio de existencia. The Clash, Siouxsie And The Banshees, The Adverts, Vic Godard de Subway Sect, y Ari Up de The Slits están entre las bandas del «círculo interno» de la primera ola del punk de Londres que dan crédito a los Pistols. Pauline Murray, de la banda de punk de Durham Penetration, vio a los Pistols tocar por primera vez en Northallerton en mayo de 1976. Después explicó su importancia: 

Nada hubiera ocurrido sin los Pistols. Era algo como: «¡wow!, yo creo en esto». Lo que decían era: «Es un montón de mierda. Voy a hacer lo que hago y no me importa lo que piense la gente». Esa era la clave. La gente olvida eso, pero era la principal ideología para mí: no nos importa lo que pienses: de todas maneras eres una mierda. Esa era la actitud que hacía a la gente moverse, además de la música.

El concierto de Sex Pistols del 4 de junio de 1976 en el Lesser Free Trade Hall de Mánchester se convertiría en uno de los eventos de la historia del rock más significativos y mitificados. Entre el público de tan solo unas cuarenta personas estaban muchos que después se convertirían en figuras destacadas dentro de los movimientos punk y post-punk: Pete Shelley y Howard Devoto, organizadores del concierto y que estaban en el proceso de realizar audiciones para conseguir nuevos miembros para Buzzcocks; Bernard Sumner, Ian Curtis y Peter Hook, más adelante integrantes de Joy Division; Mark E. Smith, que formaría The Fall; Morrissey, posterior líder de The Smiths; y Anthony H. Wilson, fundador de Factory Records.
Entre los muchos músicos que tiempo después han reconocido su deuda con los Pistols están miembros de NOFX, The Stone Roses, Guns N' Roses, Nirvana, Green Day y Oasis.
Según la descripción de Trouser Press Record Guide, «Sex Pistols y el mánager/provocador Malcolm McLaren desafiaron cada aspecto y precepto de la forma de hacer música moderna, inspirando de ese modo a incontables bandas para seguir sus pasos por los escenarios de todo el mundo. Una imagen pública polémica y nihilista y unas letras sociopolíticas rabiosamente nihilistas fueron el modelo que sigue siendo la guía para las bandas de punk». El crítico Toby Creswell sitúa la fuente primaria de inspiración de forma distinta, apuntando que: 

Al contrario que su imagen, los Pistols se tomaban muy en serio la música. El verdadero grito rebelde venía de las guitarras de Jones: un masivo muro de sonido basado en los riffs de guitarra más simples y retro. Esencialmente, Sex Pistols reforzaron lo que habían demostrado en los años 1960 las bandas de garage: no necesitas técnica para hacer rock and roll. En un momento en que la música se había vuelto cada vez más compleja y desdentada, el cambio generacional de los Pistols causó una verdadera revolución».

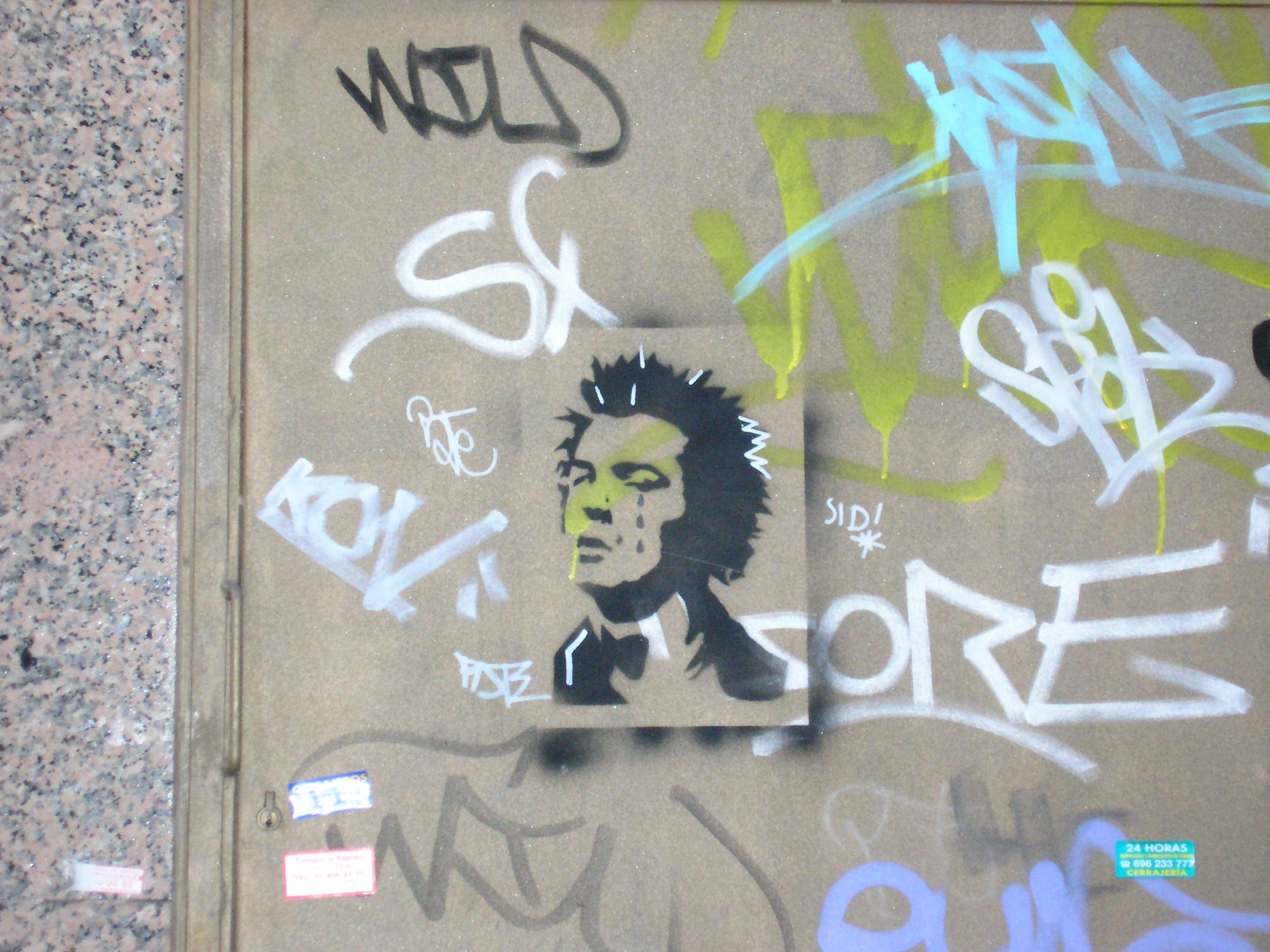
Una imagen de Vicious llorando en Madrid, 2006.

Junto a su abundante influencia musical, las reverberaciones culturales de Sex Pistols son evidentes en todos lados. El trabajo de diseño gráfico de Jamie Reid para la banda se considera uno de los más importantes de los años 1970 y aún tiene impacto en el siglo XXI. A los veintiún años, Sid Vicious ya era un «icono para vender camisetas». Aunque su manera de morir para muchos significó el fracaso de las ambiciones sociales del punk, cimentó su imagen de arquetipo de joven maldito. La moda punk británica, aún ampliamente influyente, ahora suele acreditarse a Westwood y McLaren; como Johnny Rotten, Lydon también tuvo un efecto duradero, sobre todo por su enfoque del estilo personal a la manera del bricolaje: «llevaba puesta una chaqueta de terciopelo de color (ted) adornada con imperdibles (Jackie Curtis, a través de la escena punk de Nueva York), enormes pantalones de pinzas a rayas (modernista), una camisa Wemblex de cuello de aguja (mod) adaptada como una camisa Anarchy (punk) y botines de charol (ted)». Christopher Nolan, director de la película de Batman The Dark Knight, ha dicho que Rotten inspiró la caracterización de The Joker, interpretado por Heath Ledger. Según Nolan, «en gran medida, mirando al personaje del Joker, vimos que lo que es su fuerte es la idea de anarquía. Ese compromiso con la anarquía, ese compromiso con el caos». Christian Bale, coprotagonista de la película junto a Ledger, ha dicho que este se inspiró viendo grabaciones de Vicious.

### Base conceptual y la cuestión de la autoría
Sex Pistols se definían por ambiciones mucho más allá de lo musical: sin duda, McLaren a veces era abiertamente despectivo con la música de la banda y con el punk rock en general. «¡Jesús!, si la gente comprara los discos por la música, todo esto habría muerto hace mucho», dijo en 1977. Es cuestión debatida el grado hasta el cual la postura antisistema de Sex Pistols fue el resultado de las actitudes espontáneas de los miembros de la banda y no el fruto del cultivo de McLaren y sus asociados, como asimismo es motivo de debate la propia naturaleza de tal postura. Al despreciar la música, McLaren elevaba el concepto, hecho por el cual el mánager después obtuvo pleno reconocimiento. McLaren afirmaría que los Sex Pistols fueron su proyecto artístico personal, de estilo situacionista: «decidí usar personas del mismo modo que un escultor usa arcilla». Pero ¿qué es lo que supuestamente había construido? Sex Pistols eran todo lo importantes que podía llegar a ser la cultura pop: «el punk se convirtió en el fenómeno cultural más importante de finales del siglo XX», diría McLaren después. «Su autenticidad sobresale sobre la cultura de sucedáneos y karaoke de hoy en día, donde todo y todos están en venta... El punk no está en venta, y nunca lo estuvo». ¿O eran un cínico fraude: algo con lo que «vender pantalones», como dijo McLaren en 1989; «un ejercicio cuidadosamente planeado para desfalcar todo el dinero posible de la industria musical», tal como Jon Savage caracteriza el tema central de McLaren en The Great Rock 'n' Roll Swindle; «sacar pasta del caos» (cash from chaos) como lo expone la película de forma repetida?
Lydon, por su parte, desechaba la influencia de McLaren: «Hicimos nuestro propio escándalo simplemente siendo nosotros mismos. Quizás era porque él sabía que sobraba, así que se sobrecompensaba. Todo lo dicho sobre que los situacionistas franceses estaban asociados al punk es una gilipollez. ¡Son disparates!» Cook coincide: «El situacionismo no tenía nada que ver con nosotros. Los Jamie Reids y Malcolms se emocionaban porque éramos lo auténtico. Supongo que éramos lo que ellos estaban soñando». Según Lydon, «si teníamos un objetivo, era introducir por la fuerza nuestras propias opiniones de clase trabajadora en la corriente dominante, algo que era desconocido en la música pop de la época».
Toby Creswell argumenta que «la agenda de Sex Pistols era incompleta, por decir lo menos. Era una llamada general a la rebelión, que se desmorona con el menor escrutinio» El crítico Ian Birch, escribiendo en 1981, llamó «una estupidez» la proclama de que Sex Pistols «tuvieran alguna importancia política... Si hicieron algo, fue hacer que mucha gente estuviera contenta con no ser nada. Ciertamente no inspiraron a la clase trabajadora». Mientras que el triunfo del Partido Conservador y Unionista en las elecciones generales de 1979 se podría tomar como evidencia a favor de esto, Julian Temple apuntilló que la escena inspirada por Sex Pistols «no era del tipo de familia normal de clase trabajadora con una casa de dos pisos, en su mayoría. Esa escena estaba al borde del precipicio en términos sociales. Realmente le estaban dando voz a un área de la clase trabajadora que casi estaba más allá del límite». Al cabo de un año de «Anarchy in the U.K.», esa voz estaba teniendo amplio eco: muchísimas, si es que no cientos de bandas de punk se habían formado a lo largo del país: bandas compuestas en su mayoría por gente de clase obrera y gente de clase media que rechazaba los valores de su clase y buscaban solidaridad con la clase obrera.
En 1980, el crítico Greil Marcus reflexionó sobre la contradictoria postura de McLaren:

Puede ser que, en la mente de su autocelebrado Svengali..., Sex Pistols nunca tuvieran que ser más que un milagro de nueve meses, un vehículo barato hacia el dinero fácil, unas risas, un toque del viejo épater la bourgeoisie. También puede ser que en la mente de su jefe terrorista y propagandista, anarquista veterano... y artista situacionista McLaren, Sex Pistols fueran concebidos para ser una fuerza que arrasaría con todo... y finalmente uniría música y política. Sex Pistols eran todas esas cosas.

Un par de años antes, Marcus había identificado diferentes raíces bajo la fusión de música y política de la banda, diciendo que «habían absorbido del reggae y el movimiento rastafari la idea de una cultura que haga exigencias a los poderosos que ningún gobierno podría satisfacer jamás; una cultura exclusiva, casi separatista, aunque también mesiánica, apocalíptica y estoica, y que ignorará o destrozará cualquier contradicción inherente en tal complejidad de posturas». El crítico Sean Campbell ha debatido sobre cómo la herencia católica irlandesa de Lydon facilitó su entrada en la escena reggae de Londres pero complicó su posición vis-à-vis con la clase obrera étnicamente inglesa -el origen que sus compañeros de banda tenían en común–.
El crítico Bill Wyman hace mención de que «la feroz inteligencia y el increíble carisma en el escenario» de Lydon fueron catalizadores importantes, pero en última instancia encuentra que el verdadero significado de la banda se encuentra en las manipulaciones provocativas de los medios por parte de McLaren. Aunque algunas de las afrentas públicas de la banda fueron planeadas por McLaren, Westwood y compañía, otras evidentemente no lo fueron: incluyendo lo que el mismo McLaren cita como «el momento crucial que lo cambió todo», el choque en el programa Today de Bill Grundy. «Malcolm se aprovechaba de las situaciones», dijo Cook, «no las instigaba; eso fue siempre nuestra propia obra». También es difícil atribuir el efecto de los primeros conciertos de Sex Pistols en Mánchester en la escena punk naciente de la ciudad a nadie más que a los mismos músicos. Matlock después escribió que, en el punto en que dejó la banda, estaba comenzando a pensar que McLaren «de hecho estaba perpetrando esa idea que éramos sus marionetas de forma deliberada... De todas maneras, por otro lado, he averiguado que incluso Malcolm no era tan consciente de lo que hacía como desde entonces ha hecho ver».

El musicólogo Simon Reynolds argumenta que McLaren solo se consideró a sí mismo como autor después de la disolución de la banda, con The Great Rock 'n' Roll Swindle y el reclutamiento de Ronnie Biggs como vocalista. Muchos de los comentarios posteriores sobre Sex Pistols se deben a haber tomado en serio las proclamas de McLaren en la película, tanto dándoles crédito como no dándoselo. Como expuso el periodista musical Dave Thompson en 2000, «hoy en día, Swindle es vista por muchos como la verdad» (a pesar de que los hechos que la película presenta, entre otras cosas, a un Steve Jones completamente analfabeto, un perro que habla y Sid Vicious disparando a integrantes del público, incluyendo a su madre, al final de «My Way»). Temple apunta que la caracterización de McLaren estaba pensada como «una puta broma enorme: que él era el maestro titiritero que creó esas piezas de arcilla con cajas de plastilina que modeló y así creó a Johnny Rotten y Sid Vicious. Era una broma el que estuvieran completamente manufacturados». (En su escena final de la película, McLaren declara que todo el asunto de Sex Pistols estaba planeado «¡desde siempre, desde que tenía diez años! ¡Desde que Elvis Presley se unió al ejército!» [1956 y 1958, respectivamente]). Temple reconoce que McLaren en última instancia «quizá se tomó todo esto demasiado a pecho».
Según Noel Monk, mánager de gira de Sex Pistols, y el periodista Jimmy Guterman, Lydon era mucho más que «el portavoz de la banda. Es su agudo cerebro. McLaren o su amigo Jamie Reid igual dejaban caer una palabra tipo 'anarquía' o 'vacío' [vacant] a la que Rotten se agarraba y convertía en un manifiesto, pero McLaren no es el Svengali para Rotten que le gustaría parecer. McLaren pensó que estaba trabajando con una tabla rasa, pero pronto se dio cuenta de que Rotten tenía sus propias ideas». Por otro lado, hay poco desacuerdo sobre el talento de marketing de McLaren y su papel crucial en hacer de la banda un fenómeno subcultural poco después de su debut. Temple añade que «¡catalizó las cabezas de tanta gente! ¡Tenía tantas ideas simplemente extraordinarias!» Aunque, como enfatiza Jon Savage, «de hecho, fue Steve Jones quien tuvo la primera idea de juntar al grupo, o a cualquier grupo, con McLaren. Fue él quien escogió a McLaren, no al revés».

## Miembros
- Frank Carter: voz principal (2024-presente)
- Steve Jones: guitarra, bajo (en estudio), coros (1975–1978, 1996–presente)
- Paul Cook: batería (1975–1978, 1996–presente)
- Glen Matlock: bajo, coros (1975–1977, 1996–presente)

### Antiguos miembros
- Johnny Rotten: voz principal (1975–1978, 1996–2008)
- Sid Vicious: bajo, coros (1977–1978)

### Vocalistas enThe Great Rock'n'Roll Swindle
Vocalistas principales, aparte de Johnny Rotten, en las pistas atribuidas a Sex Pistols del álbum The Great Rock 'n' Roll Swindle:
- Ronnie Biggs: voz principal en «No One Is Innocent» y la versión de estudio de «Belsen Was a Gas»
- Paul Cook: voz principal en «Silly Thing»
- Steve Jones: voz principal en «Friggin' In The Riggin'», «EMI (Orchestral)», «Lonely Boy», «Silly Thing»
- Malcolm McLaren: voz principal en «God Save The Queen (Symphony)», «You Need Hands»
- Edward Tudor-Pole: voz principal en «The Great Rock 'n' Roll Swindle», «Who Killed Bambi?», «Rock Around the Clock»
- Sid Vicious: voz principal en «My Way», «Something Else», «C'mon Everybody»

## Discografía selecta (1976-1980)

### Álbumes de estudio
- Never Mind the Bollocks, Here's the Sex Pistols (Virgin V 2086, 28 de octubre de 1977; Estados Unidos: Warner Brothers, BSK 3147, 12/77) # 1 (Reino Unido), # 106 (Estados Unidos)

### Sencillos
- Incluidos en Never Mind the Bollocks, Here's the Sex Pistols:
  - «Anarchy in the U.K.» / «I Wanna Be Me» (EMI 2566, 26 de noviembre de 1976) # 38 (Reino Unido)
  - «God save the Queen» / «No feelings» (A&M Records, AMS 7284; debía publicarse el 25 de marzo de 1977, pero se canceló la publicación y no llegó a las tiendas).
  - «God Save the Queen» / «Did You No Wrong» (Virgin VS 181, 27 de mayo de 1977) # 2 (Reino Unido)
  - «Pretty Vacant» / «No Fun» (Virgin VS 184, 1 de julio de 1977) # 6 (Reino Unido), # 93 (Estados Unidos)
  - «Holidays in the Sun» / «Satellite» (Virgin VS 191, 14 de octubre de 1977) # 8 (Reino Unido)
- Extraídos de The Great Rock 'n' Roll Swindle:
  - «No One Is Innocent»/«My Way» (Virgin VS 220, 30 de junio de 1978) # 6 (Reino Unido)
  - «Something Else» / «Friggin' in the Riggin'» (Virgin VS 240, 23 de febrero de 1979) # 3 (Reino Unido)
  - «Silly Thing» / «Who Killed Bambi» (Virgin VS 256, 30 de marzo de 1979) # 6 (Reino Unido)
  - «C'mon Everybody» // «God Save the Queen Symphony» / «Whatcha Gonna Do About It» (Virgin VS 272, 22 de junio de 1979) # 3 (Reino Unido)
  - «The Great Rock 'n' Roll Swindle» / «Rock Around the Clock» (Virgin VS 290, 5 de octubre de 1979) # 21 (Reino Unido)
  - «(I'm Not Your) Steppin' Stone» / «Pistols Propaganda» (Virgin VS 339, 6 de junio de 1980) # 21 (Reino Unido)

## Filmografía
- The Great Rock 'n' Roll Swindle, de Julien Temple, 1979 (la versión de la historia de McLaren).
- Sid and Nancy, de Alex Cox, 1986.
- The Filth and the Fury, de Julien Temple, 2000 (documental; la versión de la historia de Sex Pistols).
- Pistols, 2022 miniserie de seis (06) capítulos dirigida por Danny Boyle.